# Школа военно-медицинской службы в Лионе
Школа военно-медицинской службы в Лионе (фр. École du service de santé des armées de Lyon-Bron) — учебное заведение, готовящее врачей для французской армии (сухопутных войск, ВВС, военного флота и жандармерии). Располагается в пригороде Лиона — г. Брон.

## История
Основана в 1888 году. Принимались студенты-медики 3-го семестра, отбывшие годичную воинскую повинность. Продолжая общемедицинское образование в университете, они проходили в школе курс организации военно-медицинской службы, верховую езду, фехтование, стрельбу из револьвера, строевую подготовку и по окончании факультета направлялись на годичную подготовку в Валь-де-Грас.
В настоящее время школой руководит генерал медицинской службы Жан-Люк Перре.